# 神戸市立丸山小学校
神戸市立丸山小学校(こうべしりつ まるやましょうがっこう)は、兵庫県神戸市長田区西丸山町3丁目にあった公立小学校。神戸市立雲雀丘小学校との統合により、現在は同場所にて神戸市立丸山ひばり小学校として存続。

## 沿革
- 1954年[2]
  - 4月 - 開校。校舎は神戸市立名倉小学校に併設。
  - 11月 - 校舎が西丸山3丁目に竣工
- 1965年3月 - 丸山幼稚園併設
- 1968年4月 - 神戸市立雲雀丘小学校を分離[3]
- 1971年4月 - 丸山学園内に施設内学級を設置する（1978年3月まで）
- 1972年8月 - 全国優良PTAとして文部大臣より表彰
- 1973年11月 - 20周年記念碑建立
- 1976年4月 - 校内心障児学級設置
- 1995年1月 - 阪神・淡路大震災により避難所開設（1996年5月解消）
- 1998年9月 - オーストラリア CQ大学から教育実習生を迎え入れる
- 1999年6月 - 大雨水害により避難所を開設する
- 2013年11月 - 新校舎竣工
- 2016年3月 - 神戸市立雲雀丘小学校との統合により廃止。神戸市立丸山ひばり小学校として存続。

## 校歌
作詞:今井広史　作曲:増田平雄
丸山小学校校歌（神戸市小学校教育研究会音楽部）

## 通学区域
校区は閉校時のもの
- 長田区
  - 一里山町、大日丘町、檜川町、高東町、鹿松町、長者町、西丸山町、花山町、東丸山町、丸山町、堀切町、明泉寺町
- 須磨区
  - 妙法寺(高取山、アチラムキ、やぶなか、やぶなか下、やぶなかノ上、やぶなかノ中、やぶなかノ下、風早、池ノ尻)

## 交通アクセス
- 神戸電気鉄道丸山駅から徒歩10分

## 学校周辺
- 神戸電鉄丸山駅
- 神戸市立雲雀丘中学校
- 神戸丸山衝上断層
- 鵯越大仏
- 丸山大橋
- 獅子ヶ池[6]
- コープ丸山[7]
- 適寿リハビリテーション病院